# Gnostycka Apokalipsa Pawła

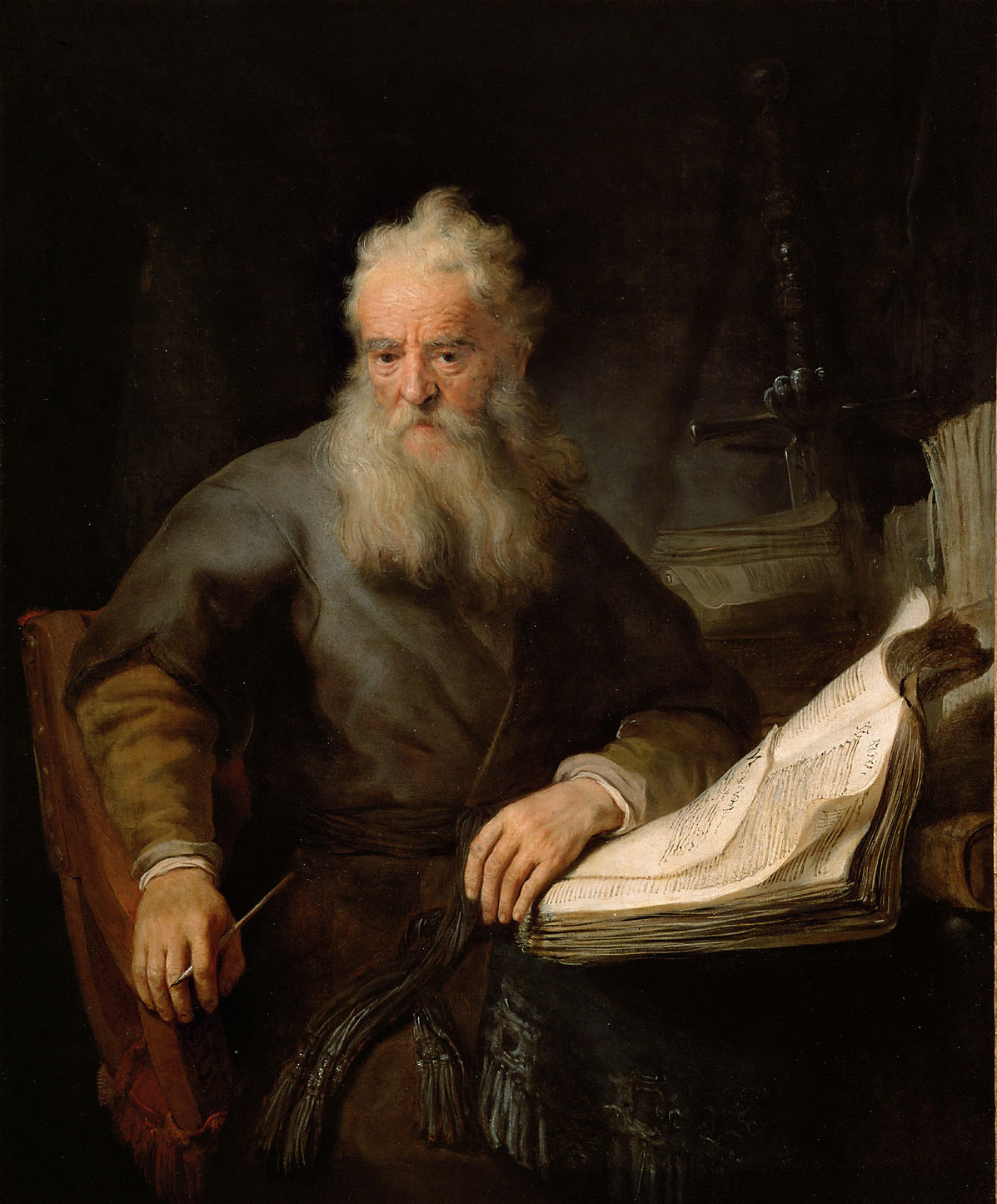
Rembrandt przedstawił św. Pawła Apostoła z ksiegą (1633)

Apokalipsa Pawła – apokryficzna apokalipsa gnostycka odnaleziona w Nag Hammadi. Zachował się jedynie niewielki jej fragment, spisany w IV wieku w języku koptyjskim. Przypuszcza się, że jest to tłumaczenie z niezachowanego oryginału greckiego z II wieku.
W apokalipsie, mimo jej tytułu, brak nawiązań do myśli zawartych w kanonicznych dziełach Św. Pawła. Utwór opisuje wędrówkę apostoła po zaświatach, które przedstawione są zgodnie z apokryfami judaistycznymi (sąd nad duszą) i doktryną gnostycką (motyw reinkarnacji, Jahwe jako postać zamieszkująca jedno z niższych niebios).